# Shaluli Shan
Shaluli Shan (chin. upr.: 沙鲁里山; chin. trad.: 沙魯裡山; pinyin: Shālǔlǐ Shān) – pasmo górskie w południowych Chinach, w prowincji Syczuan. Rozciągają się południkowo wzdłuż doliny rzeki Jinsha Jiang. Średnia wysokość wynosi od 4000 do 6000 m n.p.m. Najwyższy szczyt ma wysokość 6705 m n.p.m.